# Borbacha rubidaria
Borbacha rubidaria là một loài bướm đêm trong họ Geometridae.